# Dobra (gmina, Grande-Pologne)
Dobra (prononciation : [ˈdɔbra]) est une gmina mixte du powiat de Turek, Grande-Pologne, dans le centre-ouest de la Pologne. Son siège est la ville de Dobra, qui se situe environ 15 km au sud-est de Turek et 128 km au sud-est de la capitale régionale Poznań.
La gmina couvre une superficie de 131,79 km2 pour une population de 6 368 habitants.

## Géographie
| - Plan de la gmina de Dobra. - Situation de la gmina dans le powiat de Turek. |

Outre la ville de Dobra, la gmina inclut les villages de Chrapczew, Czajków, Czyste, Dąbrowa, Dąbrowica, Długa Wieś, Januszówka, Józefów, Kościanki, Łęg Piekarski, Linne, Mikulice, Miłkowice, Młyny Piekarskie, Moczydła, Ostrówek, Piekary, Potworów, Rzechta, Rzymsko, Rzymsko BG, Skęczniew, Stawki, Stefanów, Strachocice, Strachocice-Kolonia, Szymany, Ugory, Wola Piekarska, Zagaj, Zborów et Żeronice.
La gmina borde les gminy de Goszczanów, Kawęczyn, Pęczniew, Poddębice, Przykona, Turek, Uniejów et Warta.